# Bahnstrecke Nymburk–Děčín-Prostřední Žleb
| Kursbuchstrecke (SŽ): | 072, 073, 231                            |                                                            |                                                            |
| Streckenlänge: | 160,906 km                               |                                                            |                                                            |
| Spurweite: | 1435 mm (Normalspur)                     |                                                            |                                                            |
| Streckenklasse: | D4                                       |                                                            |                                                            |
| Stromsystem: | 3 kV =                                   |                                                            |                                                            |
| Maximale Neigung: | 18,0 ‰                                   |                                                            |                                                            |
| Streckengeschwindigkeit: | 120 km/h                                 |                                                            |                                                            |
| Zweigleisigkeit: | Nymburk hl.n.–Děčín východ dolní nádraží |                                                            |                                                            |
| |                                          |                                                            |                                                            |
| \| \| \| von (Wien Nordwestbahnhof–) Znojmo (Wien km 0) \| \| \| \| 322,663 \| Nymburk hlavní nádraží früher Nimburg \| Nymburk hlavní nádraží früher Nimburg \| \| \| \| nach Mladá Boleslav (vorm. ÖNWB) \| \| \| \| \| Verbindungskurve nach Nymburk město (vorm. StEG) \| \| \| \| \| Veleliby–Nymburk město (vorm. StEG) \| \| \| \| 325,815 \| Kamenné Zboží \| Kamenné Zboží \| \| \| 328,850 \| Kostomlaty nad Labem früher Kostomlat \| Kostomlaty nad Labem früher Kostomlat \| \| \| 332,694 \| Stratov \| Stratov \| \| \| 333,860 \| Ostrá \| Ostrá \| \| \| \| von Milovice \| \| \| \| 337,602 \| Lysá nad Labem früher Lissa \| Lysá nad Labem früher Lissa \| \| \| \| nach Praha-Těšnov (vorm. ÖNWB) \| \| \| \| 340,454 \| Lysá nad Labem-Dvorce \| Lysá nad Labem-Dvorce \| \| \| \| Iserbrücke \| \| \| \| 344,461 \| Otradovice früher Laubendorf \| Otradovice früher Laubendorf \| \| \| 348,445 \| Stará Boleslav früher Altbunzlau \| Stará Boleslav früher Altbunzlau \| \| \| 353,967 \| Dřísy früher Dřís \| Dřísy früher Dřís \| \| \| 355,852 \| Ovčáry \| Ovčáry \| \| \| \| Praha hlavní nádraží–Turnov \| \| \| \| \| von Praha hlavní nádraží (vorm. TKPE) \| \| \| \| 360,997 \| Všetaty früher Wschetat-Přiwor (Inselbahnhof) \| Všetaty früher Wschetat-Přiwor (Inselbahnhof) \| \| \| \| nach Turnov (vorm. TKPE) \| \| \| \| 368,456 \| Malý Újezd \| Malý Újezd \| \| \| \| von Mšeno (vorm. LB Melnik–Mscheno) \| \| \| \| 371,715 \| Mělník früher Melnik \| Mělník früher Melnik \| \| \| 374,789 \| Mělník-Mlazice früher Mlasitz \| Mělník-Mlazice früher Mlasitz \| \| \| 377,949 \| Protektoratsgrenze (1938–1945) \| Protektoratsgrenze (1938–1945) \| \| \| 379,883 \| Liběchov früher Liboch \| Liběchov früher Liboch \| \| \| 385,712 \| Štětí früher Wegstädtl \| Štětí früher Wegstädtl \| \| \| \| Anschlussbahn SEPAP (Papierfabrik Štětí) \| \| \| \| 392,172 \| Hoštka früher Gastorf \| Hoštka früher Gastorf \| \| \| 397,986 \| Polepy früher Polepp \| Polepy früher Polepp \| \| \| 402,170 \| Křešice u Litoměřic früher Kržeschitz \| Křešice u Litoměřic früher Kržeschitz \| \| \| 406,532 \| Litoměřice dolní nádraží früher Leitmeritz \| Litoměřice dolní nádraží früher Leitmeritz \| \| \| \| (Neutrassierung 1958) \| \| \| \| 407,766 \| Litoměřice město \| Litoměřice město \| \| \| 408,125 \| Litoměřický (Stadttunnel Leitmeritz; 290 m) \| Litoměřický (Stadttunnel Leitmeritz; 290 m) \| \| \| 408,872 \| Litoměřice město früher Leitmeritz Stadt \| Litoměřice město früher Leitmeritz Stadt \| \| \| \| \| \| \| \| \| Liberec–Řetenice \| \| \| \| \| Verbindungsbahn von Žalhostice (vorm. A.T.E.) \| \| \| \| 412,470 \| Velké Žernoseky früher Groß Cžernosek \| Velké Žernoseky früher Groß Cžernosek \| \| \| 418,195 \| Libochovany früher Libochowan \| Libochovany früher Libochowan \| \| \| 419,842 \| vyh. Kamenolom \| vyh. Kamenolom \| \| \| 422,532 \| Sebuzín früher Sebusein \| Sebuzín früher Sebusein \| \| \| 423,450 \| Sebuzín zastávka früher Sebusein Haltestelle \| Sebuzín zastávka früher Sebusein Haltestelle \| \| \| 426,498 \| Brná nad Labem früher Birnai \| Brná nad Labem früher Birnai \| \| \| 428,270 \| Ústí nad Labem-Střekov lázne \| Ústí nad Labem-Střekov lázne \| \| \| 431,113 \| Ústí nad Labem-Střekov früher Schreckenstein \| Ústí nad Labem-Střekov früher Schreckenstein \| \| \| \| nach Ústí nad Labem západ (vorm. ÖNWB) \| \| \| \| 433,775 \| vlečka Olšinky \| vlečka Olšinky \| \| \| 435,810 \| Svádov früher Schwaden \| Svádov früher Schwaden \| \| \| 437,595 \| Valtířov früher Waltirsche \| Valtířov früher Waltirsche \| \| \| 439,644 \| Velké Březno früher Groß Priesen \| Velké Březno früher Groß Priesen \| \| \| \| nach Verneřice (vorm. LB Großpriesen–Wernstadt–Auscha) \| \| \| \| 441,445 \| Malé Březno nad Labem früher Klien Priesen \| Malé Březno nad Labem früher Klien Priesen \| \| \| 443,330 \| Přerov nad Labem früher Pschüra \| Přerov nad Labem früher Pschüra \| \| \| 445,304 \| Těchlovice (seit 2015) \| Těchlovice (seit 2015) \| \| \| 445,751 \| Těchlovice früher Tichlowitz (bis 2015) \| Těchlovice früher Tichlowitz (bis 2015) \| \| \| 447,477 \| Jakuby früher Jakuben \| Jakuby früher Jakuben \| \| \| 448,578 \| Jakubský (Jungfernsprungtunnel; 86 m) \| Jakubský (Jungfernsprungtunnel; 86 m) \| \| \| 449,108 \| Boletice nad Labem früher Neschwitz \| Boletice nad Labem früher Neschwitz \| \| \| 452,802 \| Křešice u Děčína früher Krischwitz \| Křešice u Děčína früher Krischwitz \| \| \| 451,787 \| Křešice u Děčína přívoz \| Křešice u Děčína přívoz \| \| \| 454,133 \| Děčín-Staré Město früher Altstadt b. Tetschen \| Děčín-Staré Město früher Altstadt b. Tetschen \| \| \| \| Jedlová–Děčín hl.n. \| \| \| \| 456,032 \| Verbindungsbahn nach Děčín východ horní n. \| Verbindungsbahn nach Děčín východ horní n. \| \| \| 456,872 \| Děčín východ dolní nádraží früher Tetschen Nordwestbahnhof \| Děčín východ dolní nádraží früher Tetschen Nordwestbahnhof \| \| \| \| vlečka přístav Loubí \| \| \| \| 458,362 \| Děčínský (Quaderbergtunnel; 395 m) \| Děčínský (Quaderbergtunnel; 395 m) \| \| \| \| Hafengleise (přístav Loubí) \| \| \| \| \| Elbbrücke \| \| \| \| \| von Děčín hlavní nádraží (vorm. K. Sächs. Sts. E. B.) \| \| \| \| 459,206 \| Děčín-Prostřední Žleb früher Mittelgrund \| Děčín-Prostřední Žleb früher Mittelgrund \| \| \| \| nach Dresden-Neustadt (vorm. K. Sächs. Sts. E. B.) \| \| \| \| \| \| \| \| Frühere Namen Stand 1913. [1][2] \| \| \| \| |                                          |                                                            |                                                            |
| Strecke |                                          | von (Wien Nordwestbahnhof–) Znojmo (Wien km 0)             | von (Wien Nordwestbahnhof–) Znojmo (Wien km 0)             |
| Bahnhof | 322,663                                  | Nymburk hlavní nádraží früher Nimburg                      | Nymburk hlavní nádraží früher Nimburg                      |
| Abzweig geradeaus und nach rechts |                                          | nach Mladá Boleslav (vorm. ÖNWB)                           | nach Mladá Boleslav (vorm. ÖNWB)                           |
| Abzweig geradeaus und nach links |                                          | Verbindungskurve nach Nymburk město (vorm. StEG)           | Verbindungskurve nach Nymburk město (vorm. StEG)           |
| Kreuzung geradeaus unten |                                          | Veleliby–Nymburk město (vorm. StEG)                        | Veleliby–Nymburk město (vorm. StEG)                        |
| Haltepunkt / Haltestelle | 325,815                                  | Kamenné Zboží                                              | Kamenné Zboží                                              |
| Bahnhof | 328,850                                  | Kostomlaty nad Labem früher Kostomlat                      | Kostomlaty nad Labem früher Kostomlat                      |
| Haltepunkt / Haltestelle | 332,694                                  | Stratov                                                    | Stratov                                                    |
| Haltepunkt / Haltestelle | 333,860                                  | Ostrá                                                      | Ostrá                                                      |
| Abzweig geradeaus und von rechts |                                          | von Milovice                                               | von Milovice                                               |
| Bahnhof | 337,602                                  | Lysá nad Labem früher Lissa                                | Lysá nad Labem früher Lissa                                |
| Abzweig geradeaus und nach links |                                          | nach Praha-Těšnov (vorm. ÖNWB)                             | nach Praha-Těšnov (vorm. ÖNWB)                             |
| Haltepunkt / Haltestelle | 340,454                                  | Lysá nad Labem-Dvorce                                      | Lysá nad Labem-Dvorce                                      |
| Brücke über Wasserlauf |                                          | Iserbrücke                                                 | Iserbrücke                                                 |
| Haltepunkt / Haltestelle | 344,461                                  | Otradovice früher Laubendorf                               | Otradovice früher Laubendorf                               |
| Bahnhof | 348,445                                  | Stará Boleslav früher Altbunzlau                           | Stará Boleslav früher Altbunzlau                           |
| Haltepunkt / Haltestelle | 353,967                                  | Dřísy früher Dřís                                          | Dřísy früher Dřís                                          |
| Haltepunkt / Haltestelle | 355,852                                  | Ovčáry                                                     | Ovčáry                                                     |
| Kreuzung geradeaus oben |                                          | Praha hlavní nádraží–Turnov                                | Praha hlavní nádraží–Turnov                                |
| Abzweig geradeaus und von rechts |                                          | von Praha hlavní nádraží (vorm. TKPE)                      | von Praha hlavní nádraží (vorm. TKPE)                      |
| Bahnhof | 360,997                                  | Všetaty früher Wschetat-Přiwor (Inselbahnhof)              | Všetaty früher Wschetat-Přiwor (Inselbahnhof)              |
| Abzweig geradeaus und nach rechts |                                          | nach Turnov (vorm. TKPE)                                   | nach Turnov (vorm. TKPE)                                   |
| Haltepunkt / Haltestelle | 368,456                                  | Malý Újezd                                                 | Malý Újezd                                                 |
| Abzweig geradeaus und von rechts |                                          | von Mšeno (vorm. LB Melnik–Mscheno)                        | von Mšeno (vorm. LB Melnik–Mscheno)                        |
| Bahnhof | 371,715                                  | Mělník früher Melnik                                       | Mělník früher Melnik                                       |
| Haltepunkt / Haltestelle | 374,789                                  | Mělník-Mlazice früher Mlasitz                              | Mělník-Mlazice früher Mlasitz                              |
| Grenze | 377,949                                  | Protektoratsgrenze (1938–1945)                             | Protektoratsgrenze (1938–1945)                             |
| Bahnhof | 379,883                                  | Liběchov früher Liboch                                     | Liběchov früher Liboch                                     |
| Bahnhof | 385,712                                  | Štětí früher Wegstädtl                                     | Štětí früher Wegstädtl                                     |
| Abzweig geradeaus und nach links |                                          | Anschlussbahn SEPAP (Papierfabrik Štětí)                   | Anschlussbahn SEPAP (Papierfabrik Štětí)                   |
| Bahnhof | 392,172                                  | Hoštka früher Gastorf                                      | Hoštka früher Gastorf                                      |
| Bahnhof | 397,986                                  | Polepy früher Polepp                                       | Polepy früher Polepp                                       |
| Haltepunkt / Haltestelle | 402,170                                  | Křešice u Litoměřic früher Kržeschitz                      | Křešice u Litoměřic früher Kržeschitz                      |
| Dienststation / Betriebs- oder Güterbahnhof | 406,532                                  | Litoměřice dolní nádraží früher Leitmeritz                 | Litoměřice dolní nádraží früher Leitmeritz                 |
| Abzweig ehemals geradeaus und nach links · Strecke von rechts |                                          | (Neutrassierung 1958)                                      | (Neutrassierung 1958)                                      |
| Strecke (außer Betrieb) · Haltepunkt / Haltestelle | 407,766                                  | Litoměřice město                                           | Litoměřice město                                           |
| Tunnel (Strecke außer Betrieb) · Strecke | 408,125                                  | Litoměřický (Stadttunnel Leitmeritz; 290 m)                | Litoměřický (Stadttunnel Leitmeritz; 290 m)                |
| Haltepunkt / Haltestelle (Strecke außer Betrieb) · Strecke | 408,872                                  | Litoměřice město früher Leitmeritz Stadt                   | Litoměřice město früher Leitmeritz Stadt                   |
| Abzweig ehemals geradeaus und von links · Strecke nach rechts |                                          |                                                            |                                                            |
| Kreuzung geradeaus unten |                                          | Liberec–Řetenice                                           | Liberec–Řetenice                                           |
| Abzweig geradeaus und von rechts |                                          | Verbindungsbahn von Žalhostice (vorm. A.T.E.)              | Verbindungsbahn von Žalhostice (vorm. A.T.E.)              |
| Bahnhof | 412,470                                  | Velké Žernoseky früher Groß Cžernosek                      | Velké Žernoseky früher Groß Cžernosek                      |
| Haltepunkt / Haltestelle | 418,195                                  | Libochovany früher Libochowan                              | Libochovany früher Libochowan                              |
| Überleitstelle / Spurwechsel | 419,842                                  | vyh. Kamenolom                                             | vyh. Kamenolom                                             |
| Bahnhof | 422,532                                  | Sebuzín früher Sebusein                                    | Sebuzín früher Sebusein                                    |
| ehemaliger Haltepunkt / Haltestelle | 423,450                                  | Sebuzín zastávka früher Sebusein Haltestelle               | Sebuzín zastávka früher Sebusein Haltestelle               |
| ehemaliger Haltepunkt / Haltestelle | 426,498                                  | Brná nad Labem früher Birnai                               | Brná nad Labem früher Birnai                               |
| ehemaliger Haltepunkt / Haltestelle | 428,270                                  | Ústí nad Labem-Střekov lázne                               | Ústí nad Labem-Střekov lázne                               |
| Bahnhof | 431,113                                  | Ústí nad Labem-Střekov früher Schreckenstein               | Ústí nad Labem-Střekov früher Schreckenstein               |
| Abzweig geradeaus und nach links |                                          | nach Ústí nad Labem západ (vorm. ÖNWB)                     | nach Ústí nad Labem západ (vorm. ÖNWB)                     |
| Abzweig geradeaus und nach links | 433,775                                  | vlečka Olšinky                                             | vlečka Olšinky                                             |
| Haltepunkt / Haltestelle | 435,810                                  | Svádov früher Schwaden                                     | Svádov früher Schwaden                                     |
| Haltepunkt / Haltestelle | 437,595                                  | Valtířov früher Waltirsche                                 | Valtířov früher Waltirsche                                 |
| Bahnhof | 439,644                                  | Velké Březno früher Groß Priesen                           | Velké Březno früher Groß Priesen                           |
| Abzweig geradeaus und nach rechts |                                          | nach Verneřice (vorm. LB Großpriesen–Wernstadt–Auscha)     | nach Verneřice (vorm. LB Großpriesen–Wernstadt–Auscha)     |
| Haltepunkt / Haltestelle | 441,445                                  | Malé Březno nad Labem früher Klien Priesen                 | Malé Březno nad Labem früher Klien Priesen                 |
| ehemaliger Haltepunkt / Haltestelle | 443,330                                  | Přerov nad Labem früher Pschüra                            | Přerov nad Labem früher Pschüra                            |
| Haltepunkt / Haltestelle | 445,304                                  | Těchlovice (seit 2015)                                     | Těchlovice (seit 2015)                                     |
| ehemaliger Bahnhof | 445,751                                  | Těchlovice früher Tichlowitz (bis 2015)                    | Těchlovice früher Tichlowitz (bis 2015)                    |
| ehemaliger Haltepunkt / Haltestelle | 447,477                                  | Jakuby früher Jakuben                                      | Jakuby früher Jakuben                                      |
| Tunnel | 448,578                                  | Jakubský (Jungfernsprungtunnel; 86 m)                      | Jakubský (Jungfernsprungtunnel; 86 m)                      |
| Bahnhof | 449,108                                  | Boletice nad Labem früher Neschwitz                        | Boletice nad Labem früher Neschwitz                        |
| Haltepunkt / Haltestelle | 452,802                                  | Křešice u Děčína früher Krischwitz                         | Křešice u Děčína früher Krischwitz                         |
| ehemaliger Haltepunkt / Haltestelle | 451,787                                  | Křešice u Děčína přívoz                                    | Křešice u Děčína přívoz                                    |
| Haltepunkt / Haltestelle | 454,133                                  | Děčín-Staré Město früher Altstadt b. Tetschen              | Děčín-Staré Město früher Altstadt b. Tetschen              |
| Kreuzung geradeaus oben |                                          | Jedlová–Děčín hl.n.                                        | Jedlová–Děčín hl.n.                                        |
| Abzweig geradeaus und nach links | 456,032                                  | Verbindungsbahn nach Děčín východ horní n.                 | Verbindungsbahn nach Děčín východ horní n.                 |
| Bahnhof | 456,872                                  | Děčín východ dolní nádraží früher Tetschen Nordwestbahnhof | Děčín východ dolní nádraží früher Tetschen Nordwestbahnhof |
| Abzweig geradeaus und nach links |                                          | vlečka přístav Loubí                                       | vlečka přístav Loubí                                       |
| Tunnel | 458,362                                  | Děčínský (Quaderbergtunnel; 395 m)                         | Děčínský (Quaderbergtunnel; 395 m)                         |
| Kreuzung geradeaus oben |                                          | Hafengleise (přístav Loubí)                                | Hafengleise (přístav Loubí)                                |
| Brücke über Wasserlauf |                                          | Elbbrücke                                                  | Elbbrücke                                                  |
| Abzweig geradeaus und von links |                                          | von Děčín hlavní nádraží (vorm. K. Sächs. Sts. E. B.)      | von Děčín hlavní nádraží (vorm. K. Sächs. Sts. E. B.)      |
| Bahnhof | 459,206                                  | Děčín-Prostřední Žleb früher Mittelgrund                   | Děčín-Prostřední Žleb früher Mittelgrund                   |
| Strecke |                                          | nach Dresden-Neustadt (vorm. K. Sächs. Sts. E. B.)         | nach Dresden-Neustadt (vorm. K. Sächs. Sts. E. B.)         |
| |                                          |                                                            |                                                            |
| Frühere Namen Stand 1913. |                                          |                                                            |                                                            |

Die Bahnstrecke Nymburk–Děčín (auch: Elbetalbahn) ist eine Eisenbahnverbindung in Tschechien, die ursprünglich durch die k.k. priv. Österreichische Nordwestbahn (ÖNWB) als Teil ihres Ergänzungsnetzes erbaut und betrieben wurde. Sie schließt in Nymburk (Nimburg) an die Strecke (Wien–) Znojmo–Nymburk an und verläuft im Elbtal über Lysá nad Labem (Lissa/Elbe), Mělník, Litoměřice (Leitmeritz) und Střekov (Schreckenstein) nach Děčín (Tetschen), wo sie in die Bahnstrecke Děčín–Dresden-Neustadt einmündet.
Im Eisenbahnnetz der Tschechischen Republik ist die Strecke als gesamtstaatliche Bahn („celostátní dráha“) klassifiziert.

## Bedeutung
Schon zur Zeit der Monarchie stellte die Strecke die kürzeste Verbindung zwischen Wien und Mitteldeutschland dar. Heute nimmt die Strecke vor allem den Transitgüterverkehr zwischen Skandinavien und Südosteuropa auf. Der Reiseverkehr ist demgegenüber von untergeordneter Bedeutung.

## Geschichte

### Vorgeschichte und Bau

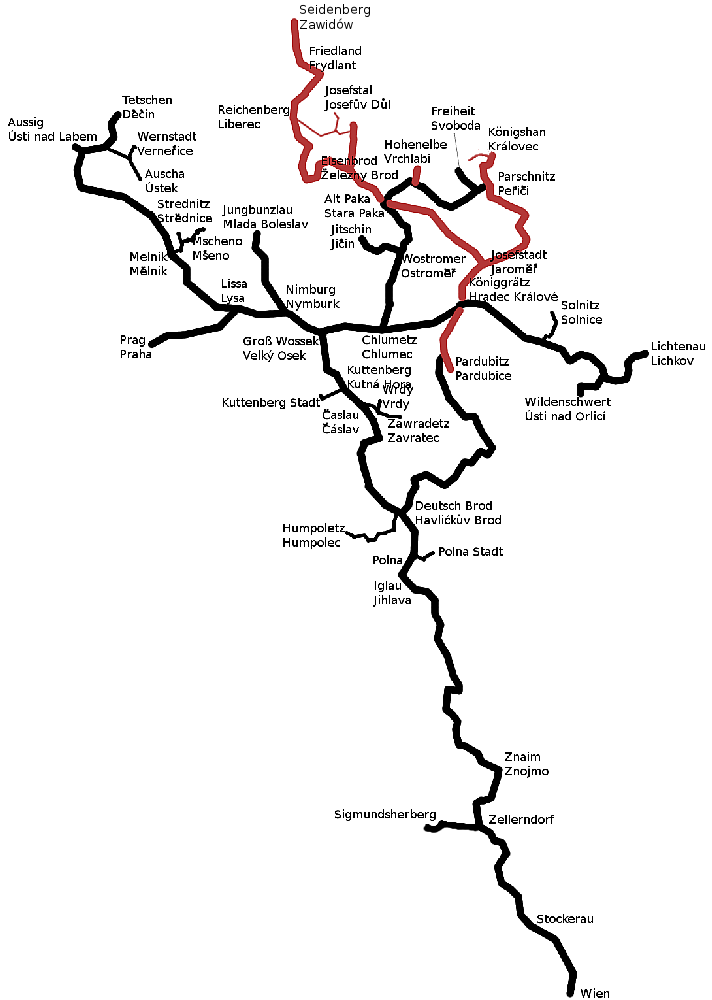
Streckennetz von ÖNWB (schwarz) und SNDVB (rot)

Verschiedene deutsche Wirtschaftskreise planten schon Ende der 1860er Jahre eine direkte Verbindung von Berlin nach Wien über Reichenberg. Österreich wünschte außerdem eine kurze Verbindung von Wien mit den Häfen der Ostsee und Nordsee, die auch Mittelböhmen (Kohlengruben und Zuckerfabriken) erschließen sollte. Dies war damals mit mehreren Frachtbriefen verschiedener Eisenbahngesellschaft möglich, wobei man auch von der StEG unabhängig sein wollte.
Schon 1865 leistete die Süd-Norddeutsche Verbindungsbahn (SNDVB) verschiedene Vorarbeiten für dieses Projekt, hatte aber mehrere Konkurrenten, besonders die StEG. 1867 vereinigte sich die SNDVB mit einigen anderen Bewerbern und erhielt am 8. September 1868 die Konzession zum Bau und Betrieb der Strecke Wien–Jungbunzlau sowie mehrerer Flügelbahnen.
Am 26. Juli 1870 wurde die k.k. priv. Oesterreichische Nordwestbahn (ÖNWB) gegründet, um eine zweite Nord-Süd-Verbindung in Böhmen zu erschaffen. Im Jahre 1874 war mit der Strecke Wien–Mittelgrund die Hauptstrecke der Österreichischen Nordwestbahn fertiggestellt. Dazu kamen noch Zweigbahnen nach Jungbunzlau, Aussig und Prag. Am nördlichen Endpunkt der Strecke errichtete die ÖNWB 1880 einen eigenen Elbhafen, der mit einer Schleppbahn angeschlossen wurde.
Eröffnungsdaten
- 4. Oktober 1873: Nimburg–Lissa
- 1. Januar 1874: Lissa–Schreckenstein
- 5. Oktober 1874: Schreckenstein–Tetschen–Mittelgrund
- 1. Januar 1880: Schleppbahn Tetschen–Laube

### Nach der Verstaatlichung

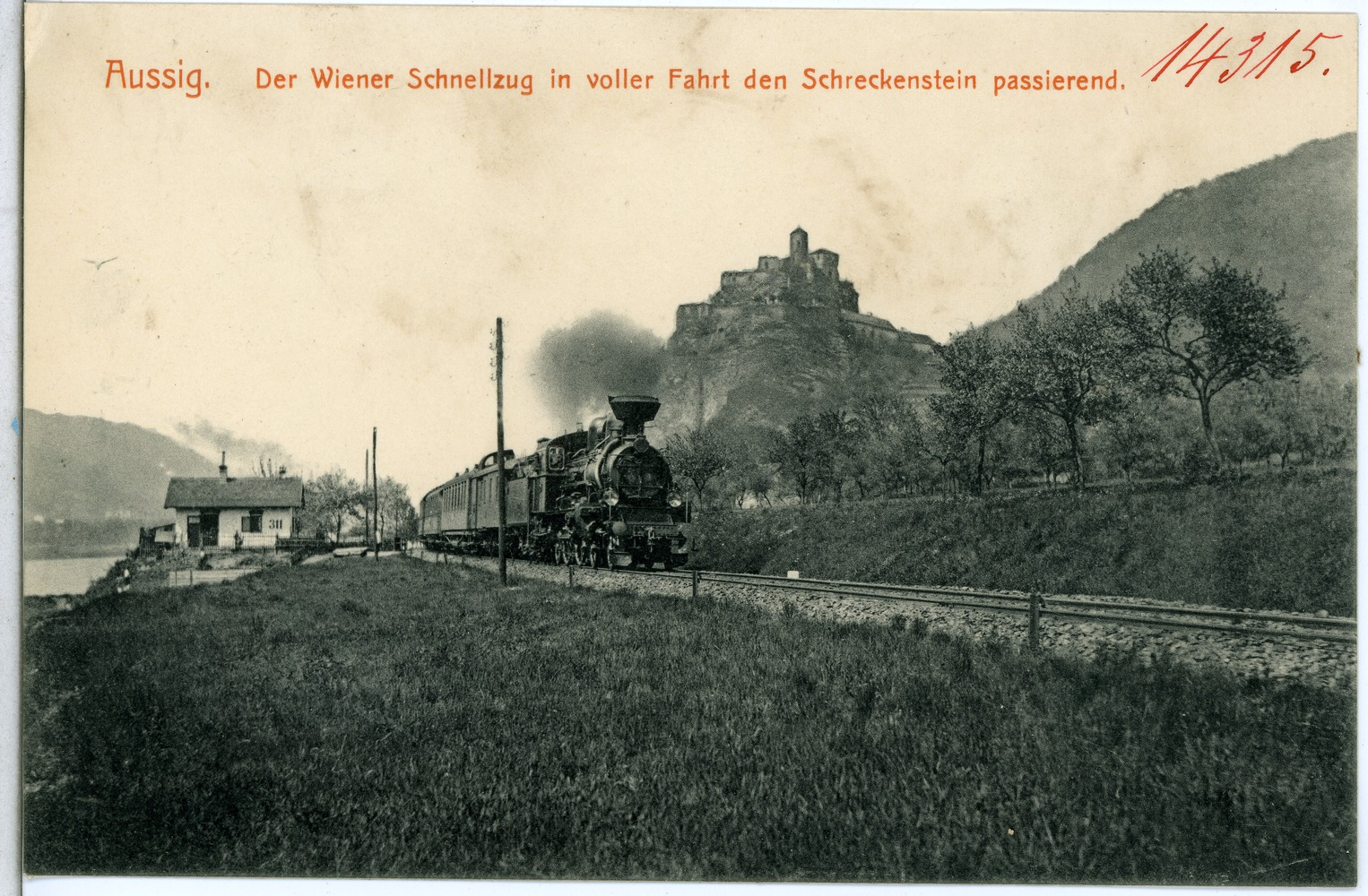
Schnellzug nach Wien am Schreckenstein bei Aussig (1912)

Nach der Verstaatlichung der ÖNWB ging die Strecke am 1. Januar 1908 an die k.k. österreichischen Staatsbahnen kkStB über. Nach dem Ersten Weltkrieg traten an deren Stelle die neu gegründeten Tschechoslowakischen Staatsbahnen ČSD.
Nach der Angliederung des Sudetenlandes an Deutschland im Herbst 1938 kam die Strecke zwischen Liboch und Mittelgrund zur Deutschen Reichsbahn, Reichsbahndirektion Dresden. Im Reichskursbuch war die Verbindung nun als KBS 162g Tetschen–Liboch–Lissa enthalten. Damit war die Strecke faktisch zu einer Nebenbahn abgestuft. Durchgehende Schnellzüge verkehrten nun nicht mehr.

### Nach dem Zweiten Weltkrieg
Nach dem Ende des Zweiten Weltkriegs kam die Strecke wieder vollständig zu den ČSD. Wegen der veränderten Verkehrsströme – die Verbindung nach Dresden spielte zunächst keine größere verkehrliche Rolle mehr – wurden nun alle Reisezüge nach Děčín hl.n. (früher Bodenbach) durchgebunden.
In den 1950er Jahren wurde die Strecke als Teil der tschechoslowakischen Hauptverkehrsachse Čierna nad Tisou–Most durchgängig zweigleisig ausgebaut und elektrifiziert. Im Stadtgebiet von Litoměřice wurde dabei die ursprüngliche Trasse mit dem Tunnel unter der Altstadt aufgelassen und neu gebaut. In diesem Zusammenhang entstand dabei auch eine neue Haltestelle Litoměřice město östlich der Altstadt. Diese Neutrassierung ging am 29. Dezember 1958 in Betrieb.
Folgende Tabelle zeigt die Eröffnungsdaten des elektrischen Zugbetriebes:
| Eröffnung          | Strecke                               |
| ------------------ | ------------------------------------- |
| 29. September 1958 | Kolín–Nymburk hl. n.                  |
| 29. Dezember 1958  | Nymburk hl. n.–Ústí nad Labem-Střekov |
| 30. November 1962  | Ústí nad Labem-Střekov–Velké Březno   |
| 4. Februar 1963    | Velké Březno–Děčín východ             |
| 30. Dezember 1987  | Děčín východ–Děčín-Prostřední Žleb    |

Am 1. Jänner 1993 ging die Strecke infolge der Dismembration der Tschechoslowakei an die neu gegründeten České dráhy (ČD) über. Seit 2003 gehört sie zum Netz des staatlichen Infrastrukturbetreibers Správa železniční dopravní cesty (SŽDC), heute: Správa železnic.
In einer bis 2030 reichenden Konzeption der tschechischen Regierung zum Schienengüterverkehr ist in den Jahren 2018 bis 2025 eine grundsätzliche Modernisierung und Erneuerung der Strecke vorgesehen. In dem Zusammenhang soll auch die Fahrleitungsspannung auf Wechselstrom 25 kV 50 Hz umgestellt werden. Im zweiten Halbjahr 2020 ist der Neubau der 1961 aufgebauten Fahrleitungsanlage zwischen Ústí nad Labem-Střekov und Velké Březno mit einem Kostenrahmen von 130 Millionen Kronen vorgesehen. Neben insgesamt 16 Kilometer Fahrdraht werden 276 Fahrleitungsmasten und 950 Isolatoren ersetzt.
Während einer Vollsperrung zwischen Děčín východ und Děčín-Prostřední Žleb von März 2022 bis Februar 2023 wurden die Überbauten der Elbbrücke erneuert und der Quaderbergtunnel in Děčín instand gesetzt. Die Kosten des Projektes lagen bei 1,3 Milliarden Kronen.

## Zugverkehr
(Stand: 01/2008)

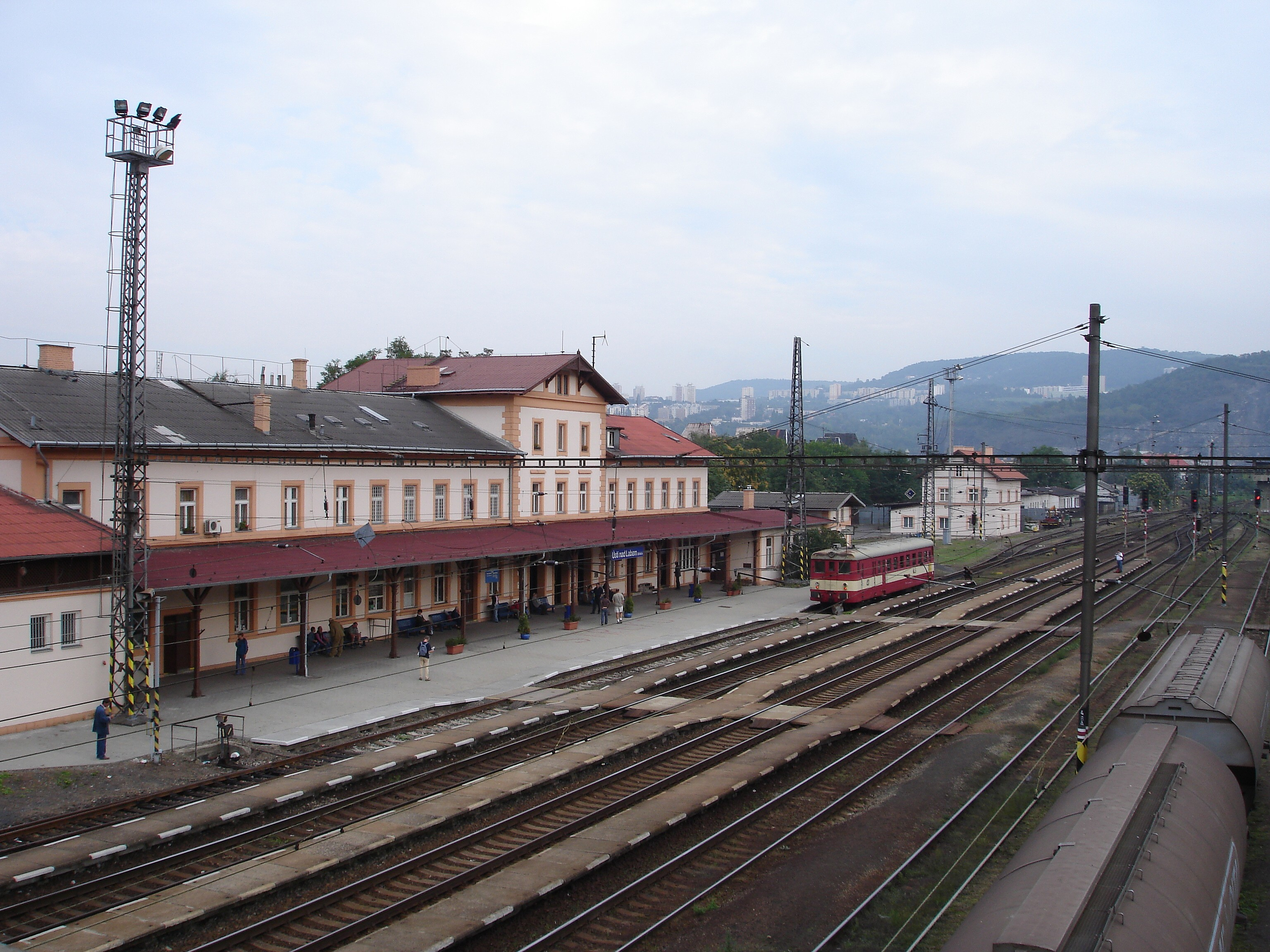
Bahnhof Ústí n.L.-Střekov

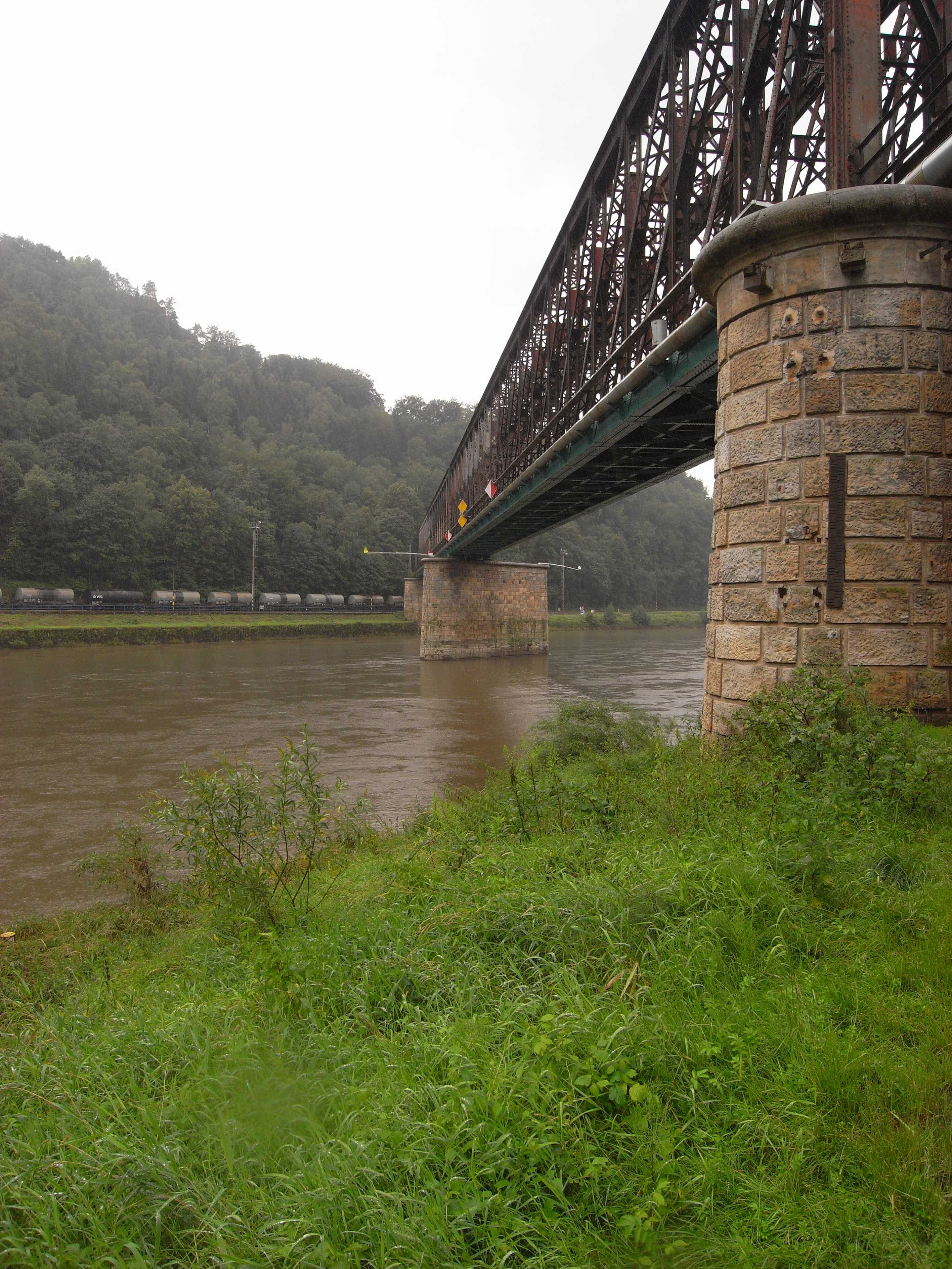
Elbbrücke in Děčín

In den ersten Jahrzehnten gab es zwei durchgehende Schnellzugpaare zwischen Wien und Tetschen, welche auch noch nach Gründung der Tschechoslowakei 1918 weiter verkehrten. Der Fahrplan 1918 wies zudem noch drei Personenzugpaare aus. Durchgehende Reisezüge in Richtung Dresden gab es vor dem Zweiten Weltkrieg nicht. In Tetschen musste stets in die Züge Tetschen–Dresden der Kgl. Sächsischen Staatseisenbahnen (bzw. später der Deutschen Reichsbahn) umgestiegen werden.
Bis Anfang der 1990er Jahre verkehrten über die Strecke noch internationale Fernverkehrszüge, so etwa der Nachtzug „Saxonia“ zwischen Dresden und Balatonfüred. Das letzte hochwertigere Zugpaar war ein Schnellzug zwischen Děčín und Jihlava, der 2007 eingestellt wurde.
Heute ist die Verbindung in drei verschiedenen Kursbuchtabellen zu finden:
- KBS 231: Praha–Lysá nad Labem–Kolín
- KBS 072: Lysá nad Labem–Ústí nad Labem západ
- KBS 073: Ústí nad Labem-Střekov–Děčín

Die Relation Kolín–Ústí nad Labem západ wird von einer im Zweistundentakt verkehrenden Schnellzugverbindung bedient. Zwischen Ústí nad Labem-Střekov und Děčín gibt es keinen Fernverkehr mehr.
Personenzüge verkehren heute in den Relationen Kolín–Lysá nad Labem–Praha, Lysá nad Labem–Ústí nad Labem západ und Ústí nad Labem-Střekov–Děčín. Auch hier besteht ein zweistündlicher Taktfahrplan, der werktags abschnittsweise zu einem Stundentakt verdichtet ist.